# Người Nahua
Người Nahua là một nhóm dân tộc bản địa có địa bàn sinh sống tại Mexico, El Salvador, Guatemala, Honduras, và Nicaragua. Họ cấu thành phần lớn dân số bản địa Mexico và là nhóm dân đông thứ nhì tại El Salvador. Ngôn ngữ mẹ đẻ của họ, các ngôn ngữ Nahua hay tiếng Nahuatl, bao gồm rất nhiều biến thể khác biệt, phần lớn trong số đó có khả năng thông hiểu lẫn nhau. Hiện này còn ít hơn 1.000 người bản ngữ Nahuatl sinh sống ở El Salvador.